# Carlos Gómez Casillas
Carlos Gómez Casillas (Ciudad de México; 16 de agosto de 1952-San Luis Potosí; 16 de diciembre de 2017) fue un defensor del fútbol mexicano que jugó en la Copa Mundial de la FIFA 1978.

## Selección nacional
Debutó con la selección mexicana en un amistoso el 27 de septiembre de 1977, que ganó 3-0 ante Estados Unidos. Jugó su último partido el 31 de enero de 1979 en la derrota 0-1 ante la Unión Soviética.
El punto culminante de su carrera internacional fue la participación en la Copa del Mundo de 1978, donde jugó completo el último encuentro del grupo 2 contra Polonia (1:3).

### Participaciones en Copas del Mundo
| Mundial                        | Sede      | Resultado    |
| ------------------------------ | --------- | ------------ |
| Copa Mundial de Fútbol de 1978 | Argentina | Primera fase |

## Clubes
| Club              | País   | Año       |
| ----------------- | ------ | --------- |
| León              | México | 1970-1978 |
| Monterrey         | México | 1978-1979 |
| Tampico           | México | 1979-1980 |
| Puebla            | México | 1980-1982 |
| Atlético Potosino | México | 1982-1984 |

## Palmarés

### Títulos nacionales
| Título               | Equipo | País   | Año     |
| -------------------- | ------ | ------ | ------- |
| Copa México          | León   | México | 1970-71 |
| Campeón de Campeones | León   | México | 1970-71 |
| Copa México          | León   | México | 1971-72 |
| Campeón de Campeones | León   | México | 1971-72 |

### Títulos internacionales
| Título                                | Equipo | Sede   | Año  |
| ------------------------------------- | ------ | ------ | ---- |
| Campeonato de Naciones de la Concacaf | México | México | 1977 |